# Доваловець
Доваловец (словац. Dovalovec) — річка в Словаччині, ліва притока Бели, протікає в окрузі Ліптовський Мікулаш.
Довжина приблизно 13,0—14,0 км. Витік знаходиться в масиві Ліптовська улоговина на висоті близько 900 метрів. Протікає територією села Ліптовська Кокава і міста Ліптовський Градок..
Впадає в Белу на висоті 660-665 метрів.